# Jaroslav Kotnik
Jaroslav Kotnik, slovenski rimskokatoliški duhovnik, * 19. februar 1914 Trst, † 13. avgust 2007, Slovenj Gradec.
Osnovno šolo je obiskoval v Dobrijah, gimnazijo in bogoslovje pa v Mariboru. Po končanem študiju je bil kaplan Lovrencu na Dravskem polju, nato tajnik mariborske škofije in tik pred 2. svetovno vojno docent za predmet Stara zaveza na mariborskem bogoslovju. Med okupacijo je opravljal službo organista in kaplana v Lučkem pri Zagrebu. Jeseni 1945 je postal župnik v Šentjanžu pri Dravogradu, sedem let kasneje (1952) pa je prišel na Ravne na Koroškem, kjer se je po 37-tih letih vodenja župnije in 52-tih letih službe leta 1989 upokojil. V času svojega službovanja na Koroškem se je v 60-tih letih 20. stoletja lotil obnove župnijske cerkve je sv. Egidija in cerkve sv. Antona na Ravnah.